# Пољопривреда Републике Српске
Пољопривреда Републике Српске са  818.590 ха обрадивих површина на својој територији, односно 0,7 ха по становнику,  по доступности пољопривредног земљишта налази  сеу просеку са европским земљама.  Пољопривредници на овом подручју имају на располагању значајне површине незагађеног и плодног земљишта, изворе чисте воде, а међу најважнијим ресурсима  је чист ваздух који је основа за производњу органске хране.
Са учешћем од 8,9% у укупном бруто друштвеном производу Републике Српске, пољопривреда заузима значајно место у њеној привредној структури.  Пољопривреда је заједно са прехрамбеном индустријом један од водећих привредних сектора заснован на принципима одрживости и технолошки напредне пољопривредне производње и принципима конкурентности и економичности.
Имајући у виду да је спољнотрговински дефицит пољопривредних и прехрамбених производа у Републици Српској значајан,  оправдано је и неминовно интензивирање и даље повећање обима пољопривредне производње и стварање претпоставки за извоз оних пољопривредних производа за које Република Српска има компаративне предности.
Природни ресурси који су на располагању непрестано се обогаћују и репродукују у производним процесима у оквиру руралне економије и користе на начин да обезбјеђују максималну корист у социјалном и економском смислу, а истовремено чувају залихе за будуће генерације

## Дефиниције
Пољопривредне површине - су земљишне површине које се користе за пољопривредну производњу. Пољопривредну површину чине обрадиве површине, пашњаци, рибњаци, трстици и баре.
Обрадиве површине - су земљишне површине на којима се гаје ратарски и повртни усјеви, вишегодишњи засади и траве, и на којима се врше обраде, косидба и други пољопривредни радови и, по правилу, убиру приноси сваке године. Обрадиву површину чине ораницe, баштe, воћњаци, виногради и ливаде.
Ораничне површине (њиве) - су земљишне површине на којима се обавља ратарска производња. На њима се, по утврђеном плодореду, сеју ратарски усеви: жито, индустријско, повртно и крмно биље. У ораничну површину урачунавају се и површине које су ради одмора остале необрађене: зелени угар или црни угар, залежаји, парлози и прелози. Осим тога, ораницама се сматрају и површине под лозним и воћним расадницима, као и детелиништа и луцеришта.

## Географија
Површина територије Републике Српске представља 48,5% територије Босне и Херцеговине. Дужина укупне границе територије Републике Српске је око 2.102 км, без Дистрикта Брчко, а са Дистриктом око 2.160 км. Република Српска заузима северне, источне и већи део јужних делова Босне и Херцеговине.
Источни и јужни део пружа се од реке Саве на северу до планине Орјен на југу, у дужини (у правој линији) од 265 км, и на правцу Соколац–Рудо има максималну ширину 80 км. Западни део Републике Српске пружа се у правцу исток–запад од Дрине до Уне, у дужини од 230 км, и на правцу Виторог–Сава има максималну ширину од 115 км. У целини посматрано, Република Српска има дужину од око 480 км и просечну ширину од 52 км (у правој линији).
Северну границу Републике Српске чине реке Уна и Сава, а источну река Дрина од ушћа до насељеног места Земљице у подножју Звијезде, одакле се ка југу протеже обронцима и висовима Звијезде, Златибора и Јаворја, према Србији и даље, Ковача, Велике Љубишње, Обзира, Маглића, Волујака, Лебршника, Капића, Сомине, Опутних Рудина и Орјена према Црној Гори.
Према Федерацији БиХ граница се пружа од Оријена и Зубаца, преко доњег дела Поповог поља, Хумина, Хргуда, Вележа, Црвња и Трескавице до Трнова, а затим обилази Горажде са југа, истока и севера и преко Јахорине и западно од Војковића наставља се на Требевић, обронке и висове Озрена, Слеменске планине, Јаворника и Мајевице до Челића и Брке јужно од Брчког. Одавде се граница наставља даље на запад, између Градачца и Модриче, преко Требовца до Спрече и јужних обронака Озрена, до реке Босне, па јужно до Добоја између Тешња и Теслића, и обронака и висова Влашића и Ранче избија на Врбас, па преко Голе планине и Равне горе, Виторога и Клековаче до Дринића и Бравског поља, па јужно и источно од Кључа и Сане до Оштре Луке и Мајдан планине, и даље до Уне и Блатне, где су крајњи западни дијелови Републике Српске.
- Најсевернија тачка Републике Српске је 45°16´34″СГШИ, налази се на реци Сави наспрам Јасеновца у Републици Хрватској,
- Најјужнија тачка Републике Српске је 42°33´19″СГШИ на јужним падинама Орјена.
- Најзападнија тачка Републике Српске је 16°11´06″ИГД, која се налази на реци Уни на око 5 км узводно од Блатне,
- Најисточнија тачка Републике Српске је 19°37´44″ИГД, која се налази се на Дрини западно од Рогачице у Србији.[3]

### Клима

#### Клима северозападног дела РС
Клима северозападног дела је умјереноконтинентална, уз утицај климе панонског појаса. Средња годишња температура је 10,7 °C, средња јануарска −0,8 °C, док је средња јулска 21,3 °C. Средња годишња облачност износи 62%, а овај крај се одликује изразитим зимама, топлим летима, знатним колебањем температуре, и обилним падавинама почетком лета. Најчешћи су ветрови из северног квадранта, а већи део године у влада тихо време.
| Клима Бање Луке (1961—2003)                         | Клима Бање Луке (1961—2003) | Клима Бање Луке (1961—2003) | Клима Бање Луке (1961—2003) | Клима Бање Луке (1961—2003) | Клима Бање Луке (1961—2003) | Клима Бање Луке (1961—2003) | Клима Бање Луке (1961—2003) | Клима Бање Луке (1961—2003) | Клима Бање Луке (1961—2003) | Клима Бање Луке (1961—2003) | Клима Бање Луке (1961—2003) | Клима Бање Луке (1961—2003) | Клима Бање Луке (1961—2003) |
| Показатељ \ Мјесец                                  | .Јан.                       | .Феб.                       | .Мар.                       | .Апр.                       | .Мај.                       | .Јун.                       | .Јул.                       | .Авг.                       | .Сеп.                       | .Окт.                       | .Нов.                       | .Дец.                       | .Год.                       |
| --------------------------------------------------- | --------------------------- | --------------------------- | --------------------------- | --------------------------- | --------------------------- | --------------------------- | --------------------------- | --------------------------- | --------------------------- | --------------------------- | --------------------------- | --------------------------- | --------------------------- |
| Апсолутни максимум, °C (°F)                         | 22,3 (72,1)                 | 25,2 (77,4)                 | 27,6 (81,7)                 | 31,4 (88,5)                 | 35,4 (95,7)                 | 39,2 (102,6)                | 41,6 (106,9)                | 41,8 (107,2)                | 40,2 (104,4)                | 34,8 (94,6)                 | 27,1 (80,8)                 | 23,5 (74,3)                 | 41,8 (107,2)                |
| Средњи максимум, °C (°F)                            | 3,7 (38,7)                  | 6,8 (44,2)                  | 12,0 (53,6)                 | 17,2 (63)                   | 22,0 (71,6)                 | 25,0 (77)                   | 27,2 (81)                   | 26,9 (80,4)                 | 23,3 (73,9)                 | 17,4 (63,3)                 | 10,8 (51,4)                 | 5,2 (41,4)                  | 16,5 (61,7)                 |
| Средњи минимум, °C (°F)                             | −4,6 (23,7)                 | −2,3 (27,9)                 | 0,7 (33,3)                  | 4,7 (40,5)                  | 9,0 (48,2)                  | 12,4 (54,3)                 | 13,7 (56,7)                 | 13,3 (55,9)                 | 10,1 (50,2)                 | 5,7 (42,3)                  | 1,6 (34,9)                  | −2,6 (27,3)                 | 5,1 (41,2)                  |
| Апсолутни минимум, °C (°F)                          | −26,4 (−15,5)               | −27,4 (−17,3)               | −18,2 (−0,8)                | −5,9 (21,4)                 | −1,4 (29,5)                 | 0,9 (33,6)                  | 5,3 (41,5)                  | 1,8 (35,2)                  | −1,4 (29,5)                 | −6,0 (21,2)                 | −14,3 (6,3)                 | −20,4 (−4,7)                | −27,4 (−17,3)               |
| Количина падавина, mm (in)                          | 70,5 (27,76)                | 62,6 (24,65)                | 77,7 (30,59)                | 89,2 (35,12)                | 95,7 (37,68)                | 111,8 (44,02)               | 93,6 (36,85)                | 83,6 (32,91)                | 95,0 (37,4)                 | 83,3 (32,8)                 | 97,7 (38,46)                | 88,9 (35)                   | 1.049,6 (413,23)            |
| Извор: Републички хидрометеоролошки завод Бања Лука |                             |                             |                             |                             |                             |                             |                             |                             |                             |                             |                             |                             |                             |

#### Клима Херцеговине
Клима у Херцеговини је медитеранска (средоземна) са кратким благим зимама и дугим жарким љетима. Јесени су топлије од прољећа, а снијег је веома ријетка појава. Требиње је данас најтоплији град у Републици Српској, односно Босни и Херцеговини (уз Мостар и Неум). Просјечна годишња температура ваздуха у граду је 16,6 °C (1981—2012), просјечна јануарска температура је 8,3 °C, а док је јулска 26,5 °C. Љети се температуре често пењу изнад 40 °C, а зими се се понекад спусте и испод 0 °C. Највиша забиљежена температура износила је 42,5 °C, 22. јула 2007. А најнижа забиљежена температура износила је -9,6 °C, 9. јануара 2017. Годишње падне просјечно 1624 mm падавина. Дана 21. јула 2015. тачно у поноћ, у Требињу је измјерена температура од 33,3 °C, а према подацима РХМЗ РС то је највиша поноћна температура икада забиљежена на простору БиХ. Град има око 260 сунчаних дана у години. Требиње спада у најсунчаније градове на Балкану. Снијег у Требињу је права ријеткост, а и када падне задржи се по неколико часова.
| Клима Требиња (1961–1990)                                 | Клима Требиња (1961–1990) | Клима Требиња (1961–1990) | Клима Требиња (1961–1990) | Клима Требиња (1961–1990) | Клима Требиња (1961–1990) | Клима Требиња (1961–1990) | Клима Требиња (1961–1990) | Клима Требиња (1961–1990) | Клима Требиња (1961–1990) | Клима Требиња (1961–1990) | Клима Требиња (1961–1990) | Клима Требиња (1961–1990) | Клима Требиња (1961–1990) |
| Показатељ \ Месец                                         | .Јан.                     | .Феб.                     | .Мар.                     | .Апр.                     | .Мај.                     | .Јун.                     | .Јул.                     | .Авг.                     | .Сеп.                     | .Окт.                     | .Нов.                     | .Дец.                     | .Год.                     |
| --------------------------------------------------------- | ------------------------- | ------------------------- | ------------------------- | ------------------------- | ------------------------- | ------------------------- | ------------------------- | ------------------------- | ------------------------- | ------------------------- | ------------------------- | ------------------------- | ------------------------- |
| Апсолутни максимум, °C (°F)                               | 18,0 (64,4)               | 20,0 (68)                 | 26,5 (79,7)               | 27,0 (80,6)               | 33,0 (91,4)               | 37,0 (98,6)               | 39,5 (103,1)              | 39,0 (102,2)              | 35,0 (95)                 | 31,5 (88,7)               | 24,0 (75,2)               | 20,5 (68,9)               | 39,5 (103,1)              |
| Просек, °C (°F)                                           | 5,4 (41,7)                | 6,6 (43,9)                | 9,0 (48,2)                | 12,4 (54,3)               | 16,8 (62,2)               | 20,4 (68,7)               | 23,3 (73,9)               | 23,2 (73,8)               | 19,5 (67,1)               | 15,1 (59,2)               | 10,4 (50,7)               | 6,8 (44,2)                | 14,1 (57,4)               |
| Апсолутни минимум, °C (°F)                                | −10,5 (13,1)              | −8,0 (17,6)               | −7,0 (19,4)               | −1,0 (30,2)               | 2,5 (36,5)                | 6,5 (43,7)                | 8,0 (46,4)                | 9,5 (49,1)                | 5,0 (41)                  | −2,0 (28,4)               | −10,5 (13,1)              | −10,5 (13,1)              | −10,5 (13,1)              |
| Количина падавина, mm (in)                                | 179,1 (7,051)             | 163,5 (6,437)             | 154,2 (6,071)             | 152,8 (6,016)             | 86,2 (3,394)              | 84,3 (3,319)              | 52,2 (2,055)              | 87,8 (3,457)              | 125,1 (4,925)             | 191,0 (7,52)              | 232,8 (9,165)             | 220,9 (8,697)             | 1,730 (68,11)             |
| Дани са падавинама (≥ 1.0 mm)                             | 11                        | 11                        | 11                        | 11                        | 8                         | 7                         | 5                         | 5                         | 6                         | 9                         | 12                        | 11                        | 106                       |
| Сунчани сати — месечни просек                             | 102,6                     | 114,7                     | 142,2                     | 154,0                     | 187,5                     | 193,7                     | 242,8                     | 233,8                     | 197,8                     | 172,9                     | 111,3                     | 100,6                     | 1.954,8                   |
| Извор: Meteorological Institute of Bosnia and Herzegovina |                           |                           |                           |                           |                           |                           |                           |                           |                           |                           |                           |                           |                           |

#### Карактеристике климатских прилика у РС у 21. веку
У Републици Српској основна карактеристика климатских прилика последњих деценија могу се окарактерисати као неповољнија у односу на раније вишегодишње просеке. На то указују истраживања у десетогодишњем периоду, током којег су само две године биле са просечним климатским параметрима, док су остале године биле карактеристичне по екстремним, јаким сушама, олујном ветру, граду, мразу, поплавама и слично. У петогодишњем периоду само једна година је била просечна по климатским условима, док су две године биле поплавне, три године сушне, две године са касним мразем.
|    |                                        |      | 2010. | 2011. | 2012. | 2013. | 2014. | 2015. | 2016. | 2017. | 2018. |
| -- | -------------------------------------- | ---- | ----- | ----- | ----- | ----- | ----- | ----- | ----- | ----- | ----- |
| 1. | Просечна месечна температура на годину | °C   | 11    | 10,9  | 12,2  | 11,2  | 11,7  | 12    | 11,8  | 11,7  | 12,3  |
| 2. | Просечне месечне падавине на годину    | l/m2 | 1.536 | 687   | 1.031 | 1.179 | 1.493 | 1.003 | 1.079 | 1.003 | 1.137 |

### Пољопривредно земљиште
У оквиру опсиане територија Република Српска располаже са:
а) 981.815 ха пољопривредног земљишта (које чини 40,57% територије РС)
б) 818.590 ха обрадиво земљиште, које чине:
- 71.07%  оранице и баште (582.270 ha),
- 22.65% ливаде (183.815 ha) и пашњаци (162.662 ha)
- 6.21% воћњаци (52.191 ha)
- 0.054% виногради (314 ha)
- баре и трстици 562 ha.

У Републици Српској 26,08% пољопривредног земљишта спада у бонитетне класе II–IV. Према Лукићу и сарадницима, подаци о земљишту прикладном за обраду (бонитетне класе II–IV) значајно варирају, нпр. између њихове процене (337 хиљада ha) и података из катастра земљишта (625 хиљада ha).
У начелу пољопривредно земљиште у Републици Српској је груписано у два типа:
- Аутоморфна  - која се простиру  једним делом на равничарском, а знатно више на брежуљкасто-брдовитом рељефу.
- Хидроморфна - која се простиру претежно на равним формама рељефа, а мање на блажим падинама.

Не постоје подаци о надморској висини само за пољопривредно земљиште, али према Основи заштите, кориштења и уређења пољопривредног земљишта РС више од половине територије Републике Српске налази се на надморској висини изнад 500 метара.
Према статистичким подацима, од 548.869 ha ораница и башта у 2018. године је било засејано 320.995 ha (58,5%), а остало је необрађено 227.705 ha (41,5%). Оранице и баште, као пољопривредно најбоља земљишта, имају тенденцију пада идући од севера Републике Српске према југу. Највеће површине под ораницама и баштама се налазе у Семберији, а најмање у Херцеговини и Романији – Сарајеву. Високо учешће ливада у регији Романија – Сарајево упућује на то да се ради о природним ливадама ниског производног потенцијала.
Република Српска располаже са 0,7 hа пољопривредног земљишта по становнику, 0,58 hа обрадивог (оранице, баште, воћњаци, виногради, ливаде), а тренутно се обрађује само око 0,20 hа по становнику. Међутим ово стање се непрестано мења нагоре, наиме пољопривредне површине у Републици Српској се константно смањују. По свим основама, стамбена, инфраструктурна и индустријска изградња у посљедњим годинама је све више изражена. Овом тенденцијом захваћена су најбоља пољопривредна земљишта (оранице и баште), а изузимање најплоднијих пољопривредних земљишта у непољопривредне сврхе често се не може ничим правдати.
Садашња обрадива површина земљишта које се користи по становнику према
светским стандардима може се сматрати упозоравајућом, а свaко даље смањење значило би још већи дефицит у производњи хране.

### Природни ресурси
Територија Републике Српске је богата природним ресурсима, који су распоређени по појединим регијама на специфичан начин. Пољопривредно земљиште доминира у Посавини и на подручју Семберије, шумско земљиште и веома богат шумски фонд у северозападном и источном делу Републике Српске, воде и водно земљиште око токова већих река, а специфични видови вода (геотермалне, минералне) у северном делу Републике.
Простор Републике Српске у географском погледу карактерише различитост географских и климатских рејона,  јер се на њеној територији смјењују равничарски, брдски, брдско-планински, планински и медитерански рејони што погодује развоју пољопривредне производње и поредставња посебне природне погодности које Републику Српску издвајају од осталих земаља у окружењу и на Балканском полуострву..
Републику Српску покривају речни токови црноморског и јадранског слива, мноштво природних и термалних изворишта што доприноси развоју пластеничке производње, док климатски услови погодују развоју разних врста лековитог биља, као и свих врста континенталног воћа.
На преко 50% пољопривредних површина установљено је постојање геотермалних вода,  што је битно за улагања у стакленичку или пластеничку производњу.
Међутим када је у питању дистрибуција вода, слабост представља временска и просторна неравномјерност вода са посебним проблемом недостатка вода у оним деловима територије Републике Српске у којима је она најпотребнија, што се одражава на неодрживост у коришћењу пољопривредног земљишта (смањење количине и бонитета).
Почетак 21. века карактерише недовољно улагање у уређење земљишта, па су значајне пољопривредне површине Републике Српске изложене поплавама, ерозији, клизању и разним видовима загађења. Према постојећим подацима о степену уређености пољопривредног земљишта, од укупних површина предвиђених за развој иригација, комасацијом је обухвађено укупно 28.524 ha (39,48%), заштићено од спољаних вода 53.375 ha (73,88%), заштићено о унутрашњих вода 11.718 ha (16,22%).

## Допринос пољопривреде националној економији
Пољопривреда у Републици Српској заузима значајно место у њеној привредној структури. Учешће пољопривреде у стварању бруто домаћег производа (БДП) Републике Српске благо опада, али је и даље високо (задњих година 700–800 милиона КМ или око 7%) и релативно је међу највећим у Европи. То није последица нарочите развијености пољопривреде Републике Српске, него, пре свега, слабе развијености осталих сектора привреде. Учешће пољопривреде у бруто домаћем производу је 8,9%, док је просечан петогодишњи допринос ратарства и повртарства у бруто доданој вредности  био  43%, воћарства и виноградарства 9%, а сточарства 46%.
Иако формално запошљава само 3.000 радника, неформална односно стална или повремена запосленост у пољопривреди је много већа. 
|                                                                                           | 2014.        | 2015.         | 2016.         | 2017.        | 2018.        |
| ----------------------------------------------------------------------------------------- | ------------ | ------------- | ------------- | ------------ | ------------ |
| Укупна запосленост                                                                        | 241.544      | 245.975       | 253.305       | 260.608      | 266.309      |
| Запосленост у области: Биљна и сточарска производња, Лов и припадајуће услужне делатности | 1.960 (0,8%) | 1.759 (0,7% ) | 1.647 (0,7% ) | 1.559 (0,6%) | 1.533 (0,6%) |

Да запосленост испод 1% у пољопривреди Републике Српске није реална, говори доња табела. 
|                           | 2017.        | 2018.          | 2019.           |
| ------------------------- | ------------ | -------------- | --------------- |
| Укупна запосленост        | 313.000      | 334.000        | 349.000         |
| Пољопривредна запосленост | 94.000 (30%) | 88.000 (26,3%) | 104.000 (29,8%) |

Према томе број запослених у пољопривреди Републике Српске негде је између претходна два података наведена у табелама, а прецизно утврђивање тог броја ће остати изазов и за долазеће време (пре свега Попис пољопривреде).
Рурална подручја Републике Српске заузимају око 95% територије  и у њима живи око 83% њеног становништва.
Мерено  доприносом у стварању бруто друштвеног производа Републике Српске  пољопривреда је врло значајна грана привред. Од свих производних сектора, пољопривреда има највеће учешће у структури бруто друштвеног производа, као у погледу запошљавању радне снаге.
Пољопривреда осим формалне запослености мерене бројем запослених лица у пољопривредним предузећима и задругама, значајно учествује и у неформалној запослености која обухвата сва пољопривредна  домаћинства и чланове њихових породица који су ангажовани у пољопривредној производњи.

## Опремљеност пољопривредних газдинстава
Пољопривредна газдинства у РС релативно су добро опремљена механизацијом, али је та механизација застарјела (нпр само око 11% газдинстава има трактор млађи од десет година, док 89% газдинстава има искључиво тракторе старије од десет година). Само 18,5% анкетираних регистрованих пољопривредних газдинстава није имало трактор, 45,5% их је имало један трактор, а 36% их је имало два и више трактора. На сваки трактор долазе у просеку 3,5 прикључка.
Слично као и код механизације, пољопривредна газдинства располажу са основним објектима за сточарство и складиштење пољопривредних производа. Међутим, у већини случајева ради се о старијим и примитивно опремљеним објектима.
Складиштење стајњака се код већине пољопривредних газдинстава (84,5%) вршило на отвореном, а базене за осоку и бетониране јаме за стајњак имало је само 13,5% газдинстава.
Истраживањем из 2020. године утврђено је да већина пољопривредних газдинстава користи стајњак, минерална ђубрива, пестициде и друга хемијска средства. Готово 3/4 газдинстава користи минерална ђубрива, 2/3 газдинстава користи стајњак, док око 60% газдинстава примењује хемијска средства у пољопривредној производњи. Ниво примјене ђубрива и пестицида је на нивоу 50% просека њихове примјене у развијеним земљама ЕУ. То неизбежно има утицај на висину остварених приноса, али, у исто време, представља пожељно стање које карактерише мања употреба хемијских средстава, што је један од развојних циљева европске пољопривреде.

## Општине и градови са развијеном пољопривредном производњом
У општине и градови са развијеном пољопривредом и прехрамбеном индустријом у Републици Српској спадају: 
- Бијељина
- Градишка
- Зворник
- Козарска Дубица
- Приједор

| Ред.бр. | Подручје                     | Делови подручја | Укупна површина (ha) |
| ------- | ---------------------------- | --- | -------------------- |
| 1       | Херцеговина                  | Невесињско поље — Гатачко поље — Дабарско поље — Фатничко поље — Билећко поље — Љубомирско поље — Љубињско поље — Требињско поље — Попово поље                       | 23.600               |
| 2       | Семберија                    | Централно подручје — Југоисточно подручје (Селиште – Јањица – Глоговац) — Јужно подручје (сливови Јање и Модрана) — Северозападно подручје (сливови Гњице и Модрана) | 43.000               |
| 3       | Средњи и доњи ток реке Врбас | Лијевче поље — Србачко-ножичка раван — Долина ријеке Турјанице — Подрашничко поље                                                                                    | 45.800               |
| 4       | Дубичка раван                | Приобаље Уне и Сане (од Дубице до Орахове) | 6.200                |
| 5       | Средња Посавина              | Ивањско поље — Свилајски ритови — Касета „Зорица” — Касета Сјевер – Толиса — Обједа                                                                                  | 36.500               |
| 6       | Укрина                       | Укринско поље — Дервентски Луг — Долина Вијаке | 1.200                |
| 7       | Дрина                        | Подручје између Зворника и Козлука | 1.700                |
|         |                              | УКУПНО | 158.000              |

## Прерада пољопривредних производа
Прерадом пољопривредних производа у Републици Српској бави се 270 фирми, у којима је запослено 6.500 радника, а најзаступљеније гране су:
- млинско-пекарска индустрија,
- прерада воћа и поврћа,
- производња млека и млечних прерађевина,
- производње меса и месних прерађевина,
- кондиторска индустрија и
- производња тестенине.

Све већи број фирми има уведене системе квалитета: ИСО 9001:2000 и ХАЦЦП систем квалитета. Постоје значајни капацитети из области прерађивачко- прехрамбене индустрије, који тренутно нису у функцији. Легислатива је у фази усаглашавања са ЕУ прописима. Сектор прехрамбене индустрије прати константа раст што је уочљиво у повећању броја предузећа у овој области.
Пољопривредном производњом и услугама у пољопривреди бави се 450 фирми, предузећа и пољопривредних задруга у којима је запослено 5.000 радника и 221.000 домаћинстава у којима живи око 800.000 становника, 57.1% укупног броја.
Прехрамбену индустирију у Републици Српској карактерише спорији раст у поређењу са целокупном прерађивачком индустријом и дуалност развоја. С једне стране на располагању су капацитети из ранијег периода који нису осавремењавани, а већина њих је запуштена и не представља перспективу за развој ове привредне гране, а с друге стране настали су нови капацитети, мањи по обиму, али савремени по технологији.
Број и укупни капацитети новоизграђених објеката у прехрамбеној индустрији нису још увек довољни да постану снажнији замајац примарној производњи. али они већ сада представљају основу прехрамбене индустрије у Републике Српске.
Највећи напредак у сектору пољопривреде оставрен је у млекарској индустрији. Тренд раста ове производње је 12% код производње пастеризованог и стерилизованог млека, а тренд раста присутан је и у производњи ферментисаних производа као што су јогурт, кисела павлака и сиреви.

### Производња меса
Месо је један од основних производа сточарства добијено узгојом домаћих животиња. На основу података Републичког завода за статистику РС, у Републици Српској се у 21. веку према врстама меса у просеку производи: 
- 21,6 хиљада тона говеђег меса,
- 40 хиљада тона свињског меса,
- 6 хиљада тона овчијег и
- 27,5 хиљада тона живинског меса.

Приказне производње се односе на месо добијено у кланицама, као и процене добијеног меса ван кланица.
И док говеђе месо исказује осцилације из године у годину, свињско и жовинско месо има стални тренд раста, а овчије месо има тенденцију пада.

### Производња јаја
Производња јаја, као сегмент живинарске производње, добро је развијена у Републици Српској. У 21. веку  производи се у просеку око 392.000.000 јаја годишње.
Производња јаја је имала пад по просечној годишњој стопи од -3,85%. Највећи пад био је у 2018. години. Производња јаја у сеоским домаћинствима се смањује и она све више постаје зависна од њихове куповине, тако да обим и трендови у производњи јаја у Републици Српској зависе углавном о великим фармама из реда привредних субјеката.

### Производња млека
У Републици Српској је у периоду 2014–2018. година у просеку је произведено 310.000.000 литара млека годишње, с тим да је ова производња имала благи пад по просечној годишњој стопи од -0,49%. Највећи пад ове производње је био у 2018. години. Максимална производња млека је остварена у 2015. години. 
|             | 2014.   | 2015.   | 2016.   | 2017.   | 2018.  | (%)   |
| ----------- | ------- | ------- | ------- | ------- | ------ | ----- |
| Музне краве | 109.000 | 108.000 | 106.000 | 101.000 | 96.000 | -3,13 |

Са падом броја музних грла расте производња млека по грлу, а према статистичким показатељима у просеку је била 2.986 литара, односно расла је по просечној годишњој стопи од 2,7%. Просечна дневна млечност на тржишно оријентисаним фармама била је у просјку око 13 литара, односно варирала је од 12 до 15 литара.
Према расположивим подацима  број музних крава код појединих  газдинстава кретао између 25 и 28 хиљада. Учешће тих крава у укупном броју музних крава, према статистичким подацима је био од 24% до 27%.  Подаци показују да у структури стада доминирају газдинства до 5 музних грла. Њихово учешће у просеку је било око 75%, са тенденцијоим  број опадања.  Број фарми са више од 40 музних грла расте.
Производња овчијег млека, у периоду 2014–2018. године се кретала од 3 до 5 милиона литара, а у просеку је произведено 4.000.000 литара овчијег млека.  Ова производња беежи пад по просечној годишњој стопи од -6,94%, што потврђује да се овчарство развија првенствено ради производње меса, а спорадично и ради производње млека.

## Власничка структура у пољопривреди
У Републици Српској заступљеност власничка структура земљишних површина је повољна и с тенденцијом пораста у индивидуалним газдинствима.
Према анкетном истраживању спроведеном 2020. године, једно пољопривредно газдинство у Републиици Српској у просеку располаже са 6,3 ha властитог пољопривредног земљишта и 12,3 ha укупног пољопривредног земљишта, што је повећање од око 40% у односу на 2014. годину и показује тренд укрупњавања поседа. пољопривредних газдинстава у Републици Српској.
Пољопривредна газдинства као производне јединице представљају места производње, запошљавања и стварања нових вредности постајући на тај начин равноправан су пословни субјект у сектору са правима и обавезама.

### Пољопривредне задруге
Према подацима Задружног савеза Републике Српске, у Републици Српској су регистроване 382 земљорадничке и пољопривредне задруге, од којих су:
- 83 пословно активне задруге,  које обављају пословну активност чини 1.396 задругара или просечно 17 по задрузи, од којих је из реда пољопривредних произвођача 1.145 задругара или просечно 14 по задрузи и 251 задругара из реда осталих или просечно 3 по задрузи.[22]
- 23 новоосноване задруге,
- 61 пасивна задруга,
- 181 задруга која не врши пословну активност,
- 34 задруге у којима је у току ликвидациони или стечајни поступак.

Задруге обављају пословну сарадњу са 3.578 коопераната, просечно 43 кооперанта по задрузи, док број запослених износи 337 радника или 4 радника по задрузи.
Чињенице су да задруге имају мали број задругара и да сарађују са малим бројем коопераната у односу на укупан број пољопривредника, као и да је остварени промет пољопривредних производа преко задруга мали. Задруге су више усмерене на снабдевање пољопривредника репроматеријалима, а мање на откуп пољопривредних производа. Иако је обједињавање понуде и тражње малих пољопривредних произвођача путем задруга пожељно, те чак и неопходно, мали је број задруга које то раде успешно, тако да су ти ситни произвођачи препуштени сами себи да се сналазе на тржишту.

## Продаја пољопривредних производа
Продаја пољопривредних производа и даље је најучесталији (81,35%) и највећи извор прихода пољопривредних газдинстава, а 23,48% газдинстава у РС има и другу допунску доходовну активност.
Пољопривредна газдинства своје производе најчешће продају директно на газдинству (58%). На пијацама и тржницама производе продаје 20% газдинстава, а накупцима 18%. Прерађивачкој индустрији своје производе продаје 12% газдинстава, а преко задруга и удружења само 2%. Главни производи које су пољопривредници у 2020. години пласирали на тржиште су у највећем броју случајева били:
- месо (што укључује и живу стоку) (62%),
- млеко (40%),
- житарице (20%),
- млечни производи (13%),
- воће (10,5%),
- поврће (9,5%).

## Регулатива
Република Српска има два акутелна стратешка документа којима су дефинисани циљеви и смјернице развоја пољопривредног сектора,
- Стратегију развоја пољопривреде Републике Српске до 2025. године и
- Стратешки план руралног развоја Републике Српске за период до 2025. године.

Приоритетни циљ новог стратешког оквира је да пружи решења за превазилажење проблема с којима се суочава сектор пољопривреде и руралног развоја, те обезбеди услове за постизање убрзанијег развоја сектора и бољег животног стандарда руралног становништва. У том смислу стратешким оквиром прави се заокрет у правцу дефинисања политике реструктурирања пољопривредне производње, која поред политике подршке производњи и политике руралног развоја представља окосницу развоја сектора до 2025. године.

## Гране пољопривреде

### Ратарство
Укупна процењена вредност  ратарске производње у пољопривреди Републике Српске у 2020. години износи око 400 милиона КМ, а планирано је да се ратарским културама засеје укупна површина од 138.956 хектара.
Међу ратарским културама најзаступљенији је кукуруз,  засејан на укупној површини од 131.211 хектара, са процењеном вредношћу производње од око 292,3 милиона КМ.
Зоб и јечам сеју се на укупној површини од скоро 8.000 хектара, а њихова укупна комбинована производна вредност процењује се на око 10 милиона КМ.
Сеју се и одређене површине под хељдом чија је процењена вредност производње већа од 216.000 КМ.
Укупна сетвена јесења површина у производњи 2019/2020. године била је 69.091 хектар, од чега је већина ових површина засејана пшеницом . Вредност производње пшенице процењује се на нешто више од 55 милиона КМ, а очекивани принос је око 4,5 тона по хектару. Република Српска има 1/3 становника БиХ, али у производњи жита има значајније већу производњу у односу на други ентитет (ФБиХ), покривајући на тај начин део његових потреба.

### Повртарство
Поврће се у Републици Српској  узгаја на око 29 хиљада ha. Део те производње је за властите потребе сеоских домаћинстава, али је значајан број произвођача који поврће производе за тржиште, на већим површинама, уз примену савремене технологије.
Ови произвођачи производњу уговарају са прерађивачима и откупљивачима и по том остварују право на подстицајна средстава. Овом производњом углавном се баве породична пољопривредна газдинства.
|                              | 2014.  | 2015.  | 2016.  | 2017.  | 2018.  | Просек |
| ---------------------------- | ------ | ------ | ------ | ------ | ------ | ------ |
| Засејано хектара             | 29.928 | 30.682 | 31.096 | 30.992 | 30.961 | 30.732 |
| % од свих засејаних површина | 9,9%   | 10%    | 9,9%   | 9,9%   | 9,6%   |        |

Око 45% површина под поврћем заузима кромпир. Кромпир је најзначајнија повртарска врста у Републици Српској и захваљујући толиким површинама, без обзира на низак принос, Републике Српске производи довољно кромпира да задовољи своје потребе. После кромпира, следе пасуљ и купус. Ове три врсте поврћа се углавном прометују локално и сезонски, тако да се становништво које их не производи њима снабдева купујући их од произвођача, директно или уз посредовање трговине.
Остале врсте поврћа, паприка, парадајз, црни лук и краставац, производе се на по 1.500 ha. Најмање површина је под белим луком, грашком, мрквом и зеленом салатом, а на остале врсте поврћа отпада око 500 ha.

### Крмно биље
Крмно биље у Републици Српској засејано је на површини од око 65.000 ha. Целокупно произведено крмно биље користи се као сточна храна и кретање овог биља у Републици Српској је у корелацији са врстом и бројем стоке и начином њене исхране.
Две трећине површина под крмним биљем засејане су детелином и луцерком. Ова површина је релативно стабилна и креће се око 42.000 ha на годишњем нивоу.
Око 12.000 ha је засеано мешавином трава и жита или трава и легуминоза.
Значајно учешће у крмном биљу има и силажни кукуруз који учествује са 13% до 15% у површинама под крмним биљем у Републици Српској.

### Индустријско биље
Индустријско биље је у ранијем периоду имало већи значај у сетвеној структури РС и БиХ, на шта је утицао већи број прерађивачких капацитета у Босни и Херцеговини и организован откуп за потребе прерађивачких капацитета у суседним републикама (прије свега Србији и Хрватској). Количине произведеног индустријског биља су скромне. Просечни приноси су такође скромни (као и код жита), и нижи од земаља окружења, што указује на ниску продуктивност и интензивност ове производње.
| Редни бр.    | Усев         | 2014. | 2015. | 2016. | 2017. | 2018. | Ø 2014–2018. |
| ------------ | ------------ | ----- | ----- | ----- | ----- | ----- | ------------ |
| 1.           | Соја         | 3.186 | 3.779 | 3.896 | 4.059 | 4.818 | 3.948        |
| 2.           | Дуван        | 1.018 | 1.137 | 1.010 | 1.063 | 1.080 | 1.062        |
| 4.           | Сунцокрет    | 133   | 342   | 214   | 292   | 205   | 237          |
| 5.           | Уљана репица | 1.173 | 783   | 1.495 | 1.885 | 2.830 | 1.633        |
| 6.           | Остало       | 56    | 109   | 57    | 107   | 22    | 70           |
| УКУПНО (ha): |              | 5.566 | 6.150 | 6.672 | 7.406 | 8.995 | 6.958        |

Пола површина засејаних индустријским биљем у Републици Српској је под сојом и те површине имају тренд повећања (+1.632 ha). Један дио соје производи се и за потребе рафинисања у јестива уља.
У експанзији је и сетва уљане репице (+1.657 ha), а исто важи и за сунцокрет, али је његово учешће у сетвеним површинама много скромније. Повећање уљарица у сетвеној структури последица је и подстицајних мера које за ову врсту производње одобрава МПШВ РС.
Дуван је индустријска биљка која се традиционално гајила у Посавини и Херцеговини. Због застарјелог сортимента, смањења капацитета за прераду дувана у БиХ (остала је активна само једна фабрика), а његова производња у РС се одржава на око 1.000 ha.
Због престанка са радом и стечаја једине шећеране у БиХ у периоду 2014–2018. година није било производње шећерне репе.

### Воћарство
Под воћњацима је у Републици Српској 14.535 хектара земље. У структури воћарске производње у Републици Српској најзаступљеније су шљива и јабука, због веома повољних агроеколошких услова, али и због традиције, а последњих година све више ничу засади малине и лешника, због лаког пласмана и добре тржишна цена.
Према наводима  Министарства пољопривреде, шумарства и водопривреде Републике Српске  обим производње у сектору воћарства је око 331.000 тона годишње, а очекивана вредност производње око 201,16 милиона КМ.
Најзаступљенији воћарску производу су шљиве, које су засађене на 7.557 хектара земљишта, чија се производна вредност процењује на око 72,5 милиона КМ. Следе јабуке, на 3.392 хектара, а на самом врху су и крушке које заузимају 1.451 хектар. Грожђе и јагоде заузимају знатно мање површине, које не прелазе 1.000 хектара.
| Шљива     | Јабука    | Крушка    | Трешња    | Вишња     | Јагода  | Малина  |
| --------- | --------- | --------- | --------- | --------- | ------- | ------- |
| kg/стаблу | kg/стаблу | kg/стаблу | kg/стаблу | kg/стаблу | t/ha    | t/ha    |
| 7,1–19,2  | 7,9–18,6  | 7–15,6    | 9,2–13,7  | 6,4–9,5   | 5,4–7,3 | 6,3–7,3 |

У производњи воћа доминирају мешовити засади у којима преовладава шљива. Поред мештовитих засада воћа, заступљена је производња љешњака, малина, јагода и ароније.
У воћарству Републике Српске, обрада земљишта је механизована, заштита воћа је комбинована, а брање се обавља ручно.

### Виноградарство
Винова лоза је у Републици Српској засађена на 413 хектара, а 2020. године принос је био осам тона по хектару, док је укупна производња износила 3.304 тоне.
Због беле трулежи и других болести, процењени су губици  у 2021. години до 70 одсто. Република Српска је у претходној години увезла 1.771 тону грожђа. Овогодишњи увоз од 1.796 тона показује да временски услови нису значајније утицали на увоз.

### Сточарство
Република Српска има велике ресурсе у брдско-планинским пределима, а правилним коришћењем ових потенцијала би се повећао сточни фонд, производња меса и смањио увоз. Да би се то остварило циљ Републике Српске мора бити да се становништво задржи на селу, а један од начина је да се пашњаци и ливаде у државним брдско-планинским подручјима дају у концесију и закуп.
Значајне површине пашњака и ливада су неискоришћене, а са друге стране, мало је породичних газдинстава која се баве узгојем оваца и коза, а која би држањем већих стада могла да ангажују радну снагу и запоседну неискоришћене површине.
Према подацима из катастра укупна површина под ливадама и пашњацима у Републици Српској је око 567.582 хектара.
Највећи проблем за сточарство је што више нема ко да се бави овом производњом јер нико не живи у селима и она су празна. У БиХ имате 300 села потпуно празних, а 1.486 са мање од 10 становника... у селима једноставно нема људи... а тамо... где нема људи нема ни стоке.

#### Говедарство
Говедарство се као облик сточарске производње сматра најзначајнијом граном у Републици Српској, и поред бројних потешкоћа због чињеницње да је говедарска производња најсложенија и најзахтјевнија услед дужине производног циклуса, обрта средстава и ангажмана радне снаге.
Карактеристика говедарске производње у Републици Српској је заступљеност раса комбинованог типа, месо–млеко и млеко–месо, чију основу чини сименталско говече, а у источној Херцеговини, то је гатачко говече као аутохтони сој говеда. У равничарском делу Републике Српске претежно су лоциране фарме специјализоване за производњу млека.
Укупан број грла говеда у Републици Српској је био релативно стабилан и кретао се између 220.000 и 230.000. За производњу меса су битне категорије јунади и телади за клање и остале категорије мушких грла, чији број се кретао између 55.000 и 74.000.
|               | 2014.   | 2015.   | 2016.   | 2017.   | 2018.   | (%)   |
| ------------- | ------- | ------- | ------- | ------- | ------- | ----- |
| Говеда укупно | 223.000 | 229.000 | 230.000 | 223.000 | 220.000 | -0,34 |
| Музне краве   | 109.000 | 108.000 | 106.000 | 101.000 | 96.000  | -3,13 |

Према подацима из РПГ-а, 2018. године је у Републици Српској било укупно 125.900 грла говеда (57% од укупног броја грла). Анализирајући дистрибуцију ових грла највише их је регистровано код некомерцијалних газдинстава (53%), затим 30% код комерцијалних и 17% код правних лица.

#### Овчарство
Овчарство у Републици Српској у периоду 2014. до 2018. година карактеришу
два потпериода. У првом, од 2014. до 2016. године, број оваца је растао, док је у другом, 2017. и 2018. године, број оваца опадао. Пад је био по просечној годишњој стопи од 0,15%. У просеку у Републици Српској је било 486.000 оваца.
Овчије, односно јагњеће месо, главни производ овчарства, али поред меса значајно је и овчије млеко, не само ради исхране јагњади, већ и за људску исхрану, у свежем стању или прерађено у сир.
Овчарство представља важну грану пољопривредне производње у подручјима где
су на располагању велике травнате површине, које се не могу искористити на други
начин. Величина стада оваца у Републици Српској је разнолика и креће се од 20 до
1.300 грла.
Начин гајења је такође различит и поред екстензивног овчарења, присутне су и савремене фарме са модерним начином смештаја и исхране оваца и производњом
висококвалитетних млечних и месних производа.
У РПГ Ррепублике Српске у 2018. години било је уписано 360 хиљада оваца (74% укупног броја грла) са следећом структуром:
- некомерцијална газдинства 268.372 грла (75%)
- комерцијална газдинства 85.785 грла (24%)
- правна лица 5.923 грла (2%)

#### Коњарство
Према подацима Завода за статистику од 2010-тих година присутан је стални пад укупног броја коња, као и расплодних грла, са просечаним бројем коња око 10
хиљада, а кобила око 5 хиљада. Узгој коња у Рерпублици Српској је првенствено усмерен за потребе туризма, терапијског лечења и коњичког спорта.
На територији Републике Српске налази се ергела Вучијак са традицијом дугом преко 70 година која данас има око 90 грла липицанера, са више расплодних линија и родова, што гарантује велики генетски потенцијал ове престижне расе коња.

#### Свињарство
Свињарство као значајна грана сточарства заузима велики удео у укупној пољопривредној и прехрамбеној производњи у Републици Српској. На територији Републике Српске од давнина постоји традиција узгоја свиња и коришћења свињског меса у исхрани људи. Неке од најзаступљенијих плодних раса у Републици Српској су: белгијски, дански, холандски њемачки и норвешки ландрас. Најзаступљеније меснате расе су: дурок, хемпшир и пијетрен. Њихово учешће у расном саставу на фармама је различито, тако да су неке у малом броју, нпр. само у запатима. Укрштањем различитих раса и линија желе се искористити сви типови хетерозис ефеката (индивидуе, мајке и оца).
Поред директног значаја свињарства за произвођаче и економску добит Републике Српске, оно има и индиректни утицај на целокупну приведу и научно-истраживачку област. Као и друге гране пољопривредне производње и свињарска производња у Републици Српској среће се са низом изазова, унутрашњих и спољашњих као што су:
- недовољна продуктивност, која се огледа у малом броју живорођене и отхрањене прасади по крмачи
- неповољан расни састав
- присуство различитих болести, односно питање здравствене заштите свиња
- неквалитетан начин трајног означавања свиња
- недостатак квалитетних нерастова и неконтролисана употреба сјемена за вјештачко осјемењавање назимица и крмача
- прекомеран увоз живих свиња, свјежег и замрзнутог свињског меса, полутрајних и трајних производа свињског поријекла
- онемогућеност извоза свињетине у земље Европске уније због дугогодишње вакцинације свиња против класичне куге свиња

Живинарство
Живинарство је област сточарства која не само да се интензивно развија на подручју Републике Српске, већ је и најорганизованија са аспекта ланца вредности. Ова производња је битна за Републику Српску јер даје високо квалитетну храну (пилетину и јаја), а уз то је и конкурентна на тржиђту због повољне цене у односу на друге гране сточарства.
Ова производња је у Републици Српској имала константан раст до 2018. године. Пад производње у 2018. у односу на 2017. годину био је за 4%, али је то још увек пораст у односу на 2014. годину. Просечан број живине износио је око 11 милиона кљунова.
У структури живинарства Републике Српске доминирају бројлери (77%) и коке носиље (22%),  док су друге врсте живине заступљене у мањем проценту (мање од 1%). Према подацима МПШВ, бројлерска производња евидентира највеће повећање које је уско повезано са куповном моћи становништва због релативно приступачних цена живинског меса, и очекује се наставак тренда раста бројлерске производње.

#### Пчеларство
Умерена клима и богатство биљног света, пре свега биљака цветница омогућује Републици Српској повољним природним условима за развој пчеларства, са просечном производњом меда од 8,7 kg по кошници.
У  2010-има уочавају се два потпериода у пчеларству Републике Српске, први у прве три године који карактерише раст броја кошница пчела, и други у задње две године са падом броја кошница. Разлог осцилација у броју кошница су климатске прилике које утичу на приносе меда, а индиректно и на бројност пчелињих друштва (најмедоносније године су биле 2015. и 2018. година).
Највећи број кошница у Републици Српској евидентиран је 2016. години (око 165.000). Максимална производња меда остварена је у 2015. години, а минимална у 2014. години, па је производња меда у Републици Српској била око 1.441 тона и расла је по просечној годишњој стопи од 12,4%.

#### Рибарство
Рибарство у Републици Српској је грана пољопривреде која за свој рад корсти вештачки изграђена или прилагођена водена површина намењена за узгој рибе, која се по потреби може празнити или пунити водом. За разлику од класичног пољопривредног земљишта за рибарство се користе подручја која су покривена водом, а на којем се ствара одређена биомаса. Та биомаса састоји се од фитопланктона, зоопланктона, макрофита и фауне бентоса. У систему копнених вода Републике Српске рибњаци заузимају посебно место, јер су под већим утицајем човека него било који други тип копнених вода. Обезбеђена инфраструктура рибњака за пуњење и претапање воде осигурава потпуну испражњење језера за време риболова. Током производње, рибњак се вештачки ђубри, а узгој рибе у рибњацима регулисан је Законом о заштити и одрживом коришћењу рибљег фонда.
Босна и Херцеговина има веома дугу традицију у узгоју слатководне рибе, пастрмке и шарана, с обзиром на значајно водно богатство које чини седам водних сливова, велики број речних и планинских језера, као и подземних вода. Мрестилишта и рибогојилишта у БиХ су бројна и раличитих су капацитета, површине и годишње производње. Према локалитету и врсти узгоја рибе рибњаци и рибогојилишта се деле на салмонидна, ципринидна и маринска. У сектору аквакултуре БиХ, најзначајније рибље врсте су: пастрмка (калифорнијска пастрмка, поточна пастрмка и поточна златовчица), шарани (шаран, амур, бијели главаш толстобик), те морске (лубин, орада и зубатац) као и мекушци (дагње и остриге).
Током 2015. године урађена је анализа сектора рибарства и аквакултуре у Босни и Херцеговини чију је израду финансирала Европска комисија, а имплементирао ФАО. Израђена секторска анализа је резултат заједничког рада домаћих и ФАО експерата, те представника надлежних институција у Босни и Херцеговини.
Капацитети за производњу и експлоатацију рибе у БиХ, водно богатство, хидролошки као и еколошки услови, те физикално-хемијска својства водотока, изузетно развијена технологија како узгоја тако и прераде рибе, традиција у узгоју и производњи рибе као и константан раст извоза рибе,  представљају изузетне предуслове за повећање производње рибе.
Према грубој процени 65% производње пастрмке у БиХ се одвија на подручју Федерације, а 35% у Републици Српској. Готово цела производња шарана реализује се у Републици Српској. Производња морских врста концентрисана је у Неуму где постоје два кавезна узгајалишта укупне површине 0,36 ха. Укупна корисна површина инсталираних капацитета аквакултуре у БиХ износи око 3.113 ха. Величина објеката у експлоатацији рибе у Босни и Херцеговини за пастрмске рибњаке износе 91.026 m² и шаранске рибњаке 2.278 ха. Просечна производња конзумне рибе у Босни и Херцеговини и износи око 5.000 тона.
У Републици Српској су присутна два типа организоване производње рибе, у низијским пределима узгој шарана и у брдско планинским подручјима узгој пастрмке. Анализа производње рибе у РС указује на драстичан пад у производњи шарана. Максимална производња била је у 2015. години од 1.104 тоне, да би у 2018. години пала на 626 тона. Анализе од 2017. године покатују опоравак у производњи у односу на раније године. Производња пастрмке доминира у Републици Српској, иако је и код ње присутан пад. За разлику од шарана, од 2015. године био је присутан константан пад у производњи пастрмке, и то по просечној годишњој стопи од -10,9%. Генерално, за обе производње, производња је била максимална у 2015. години. Разлог смањења производње пастрмке су поремећај на европском тржишту рибе, проблеми са болестима рибе и неповољан хидролошки режим. Разлог смањења производње шарана је последица приватизације шаранских рибњака и другачије пословне политике нових власника.

## Подстицаји у пољопривреди
Министарство пољопривреде, шумарства и водопривреде РС сваке године додељује новчане подстицаје за развој пољопривреде и села. Министарство доноси Правилник о условима и начину остваривања новчаних подстицаја за развој пољопривреде и села.
Обезбеђење подстицајних средстава за развој пољопривреде и сеоских подручја, регулисано је законом и подзаконским актима као и плановима који су у складу са Стратегијом развоја пољопривреде Републике Српске до 2025. године и Стратегијом руралног развоја до 2025. године, а средства за подстицаје распоређују се на основне групе мера, као што су:
- подршка производњи и дохотку,
- подршка руралном развоју,
- интервентне мере и ванредне потребе,
- мере везане за заштиту здравља животиња,
- санирање последица насталих од елементарних непогода (пресвега поплава) и
- интервентне мјере на тржишту – откуп тржишних вишкова.

Циљ потстицајних активности је:
- повећање физичког обима производње,
- повећање квалитета и ефикасности производње,
- смањење трошкова
- смањење ризика у пољопривредној производњи.

Кроз ове потстицаје настоји се да конкурентност сектора пољопривреде Републике Српске постане кључ њеног садашњег и будућег развоја